# Laura Harring

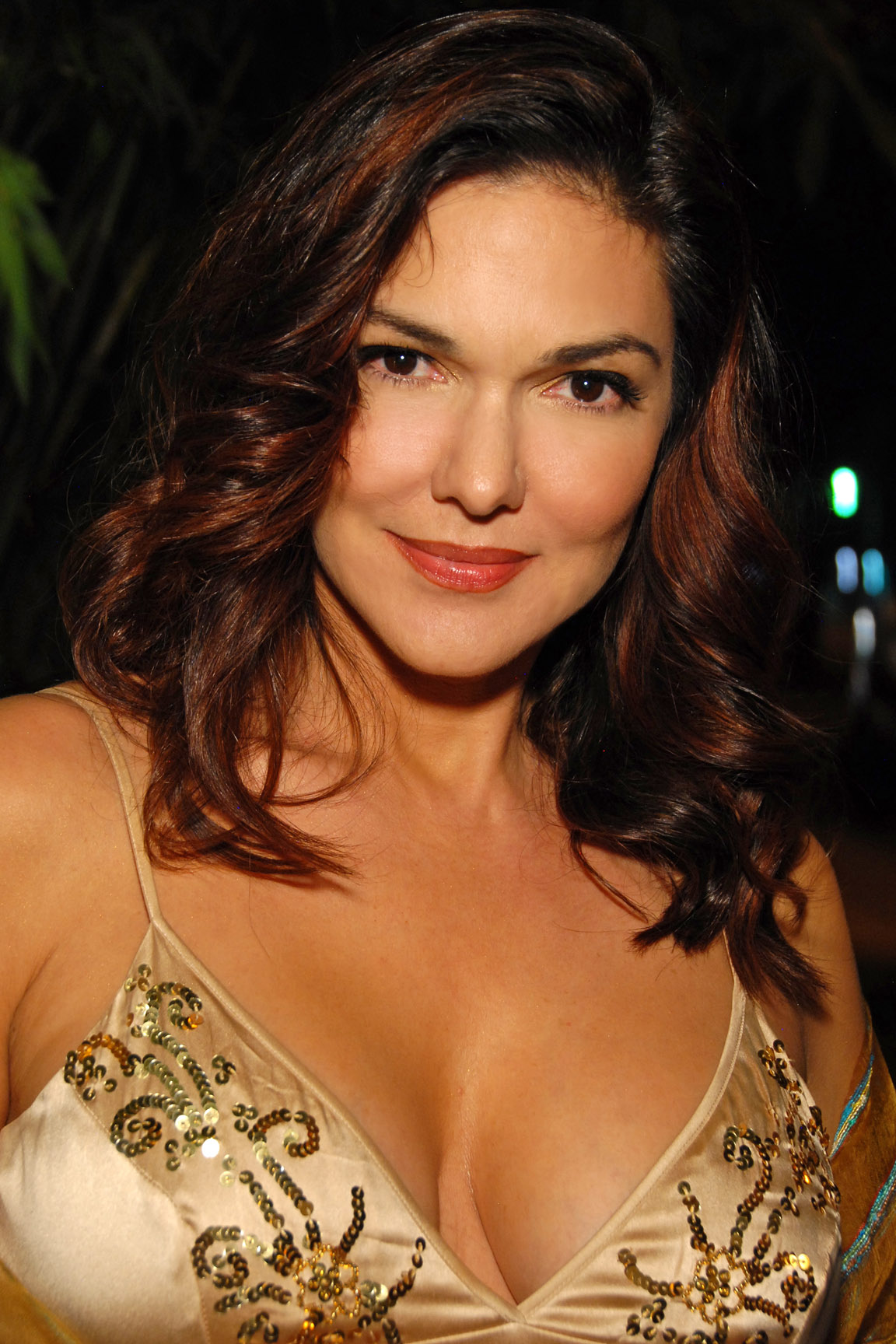
Laura Harring in Los Angeles, Kalifornien (2011)

Laura Harring Gräfin von Bismarck-Schönhausen (geborene Laura Elena Martinez Herring, * 3. März 1964 in Los Mochis, Sinaloa, Mexiko) ist eine US-amerikanische Schauspielerin sowie Miss USA des Jahres 1985. Ihre wahrscheinlich bekannteste Rolle spielte sie 2001 in David Lynchs Thriller Mulholland Drive – Straße der Finsternis.

## Leben und Karriere
Harring lebte die ersten zehn Jahre in Mexiko, bevor die Familie nach San Antonio in Texas umsiedelte. Mit 16 ging Harring am Aiglon College (Gymnasium) in der Schweiz zur Schule. Nach dem Studium ging sie zurück in die USA und nahm erfolgreich an mehreren Miss-Wahlen teil. Sie war unter anderem Miss El Paso und Miss Texas. Harring war die erste Hispanoamerikanerin, die zur Miss USA gewählt wurde (1985). 1987 heiratete sie den deutschen Carl-Eduard von Bismarck, jedoch wurde die Ehe zwei Jahre später wieder geschieden. Sie führt noch heute den Namen Gräfin von Bismarck-Schönhausen.
Nach der Scheidung entschloss sich Harring, Theater an der London Academy of Performing Arts zu studieren. Am Anfang ihrer Filmkarriere war sie oft in Serien wie Sunset Beach, Baywatch – Die Rettungsschwimmer von Malibu, Blossom oder Frasier zu sehen. Ihren größten Erfolg hatte sie 2001 mit der Rolle der Rita in dem Film Mulholland Drive – Straße der Finsternis von David Lynch. Seit diesem Film war sie in vielen Filmen meist in kleineren Rollen zu sehen, wie in John Q oder The Punisher. Ebenso war sie in acht Folgen der Serie The Shield – Gesetz der Gewalt zu sehen.

## Trivia
- Im Alter von 12 Jahren wurde Harring aus einem vorbeifahrenden Auto angeschossen.[4]
- Sie war eine professionelle Tangotänzerin.[4]

## Filmografie (Auswahl)

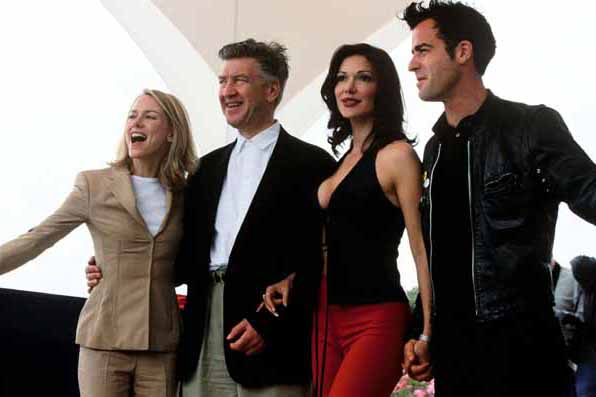
Von links nach rechts: Naomi Watts, David Lynch, Harring und Justin Theroux in Cannes (2001)

### Filme
- 1987: Alamo – 13 Tage bis zum Sieg (The Alamo: Thirteen Days to Glory, Fernsehfilm)
- 1989: Silent Night, Deadly Night 3: Better Watch Out!
- 1990: Lambada – Der verbotene Tanz (The Forbidden Dance)
- 1991: Dead Women in Lingerie
- 1994: Undercover Cops (Exit to Eden)
- 1997: Black Scorpion II: Aftershock
- 1997: Hoover Park
- 2000: Little Nicky – Satan Junior (Little Nicky)
- 2001: Feather Pimento
- 2001: Final Payback
- 2001: Mulholland Drive – Straße der Finsternis (Mulholland Dr.)
- 2002: Derailed – Terror im Zug (Derailed)
- 2002: John Q – Verzweifelte Wut (John Q)
- 2002: Rabbits
- 2003: Der Poet (The Poet)
- 2003: Mi Casa, Su Casa
- 2003: Willard
- 2004: The Punisher
- 2005: All Souls Day: Dia de los muertos
- 2005: The King
- 2006: Inland Empire
- 2006: Walkout
- 2006: Ghost Son
- 2007: Nancy Drew, Girl Detective (Nancy Drew)
- 2007: Die Liebe in den Zeiten der Cholera (Love in the Time of Cholera)
- 2008: Tödlicher Anruf (One Missed Call)
- 2009: Drool
- 2010: Kluge
- 2013: Return to Babylon
- 2014: Sex Ed
- 2016: Inside
- 2016: The Persian Connection (The Loner)
- 2016: The Thinning
- 2018: Taco Shop
- 2018: The Thinning: New World Order
- 2022: Der Vater der Braut (Father of the Bride)

### Fernsehserien
- 1990–1991: General Hospital (12 Folgen)
- 1992: Baywatch – Die Rettungsschwimmer von Malibu (Baywatch, Folge 3x08)
- 1995–1996: Flippers neue Abenteuer (Flipper, 3 Folgen)
- 1997: Sunset Beach (141 Folgen)
- 1998: Frasier (Folge 6x03)
- 1999: X-Factor: Das Unfassbare (Beyond Belief: Fact or Fiction, Folge 3x02)
- 2003: Law & Order: Special Victims Unit (Folge 4x24)
- 2006: The Shield – Gesetz der Gewalt (The Shield, 8 Folgen)
- 2009–2010: Gossip Girl (5 Folgen)
- 2010: Criminal Intent – Verbrechen im Visier (Criminal Intent, Folge 9x12)
- 2012–2019: Navy CIS: L.A. (NCIS: Los Angeles, 5 Folgen)
- 2015: Chasing Life (4 Folgen)